# Gospa od Mirišta
Gospa od Mirišta (auch Vavedenje oder Žanjic-Insel) ist eine kleine montenegrinische Insel auf der östlichen Seite des Eingangs zur Bucht von Kotor. Sie liegt unweit der Luštica-Halbinsel am Eingang zur Mirišta-Bucht und gut ein Kilometer von der Insel Mamula entfernt. Die Fläche des Eilands beträgt etwa 700 Quadratmeter. Auf ihr befindet sich ein mit hohen Mauern und einem Rundturm umgebener befestigter Klosterkomplex mit der Kirche der Heiligen Jungfrau. Erstmals Erwähnung findet sie in historischen Quellen aus dem Jahre 1508 als Heilige Maria de Sagnic. Im Inneren der Kirche sind Spuren von Fresko-Malereien zu sehen, an der Westfassade sowie auf der östlichen Seite. Der Klosterkomplex wurde 2002 renoviert. Das ursprünglich aus Steinplatten bestehende Dach wurde durch ein Neues aus roten Ziegeln ersetzt.